# Pedernales (Venezuela)
Pedernales é uma cidade da Venezuela, localizada no estado de Delta Amacuro. Capital do município homônimo, foi fundada em 1858. Foi a capital do estado de Delta Amacuro entre 1884 a 1888, quando foi substituído por Tucupita.